# Крък (град)
Вижте пояснителната страница за други значения на Крък.
Крък (на хърватски: Krk) е град в Хърватия, Приморско-горанска жупания, разположен на едноименния далматински остров Крък.

## Общи сведения
Крък се намира на югозападния бряг на остров Крък. На север е свързан с шосеен път с летището на Риека и с Кръкския мост, който е връзката на острова с континенталната част. На юг има автомобилен път до град Башка (на 20 км).

## История
Крък е старинен град водещ началото си от времето на Римската империя. Римското название на града е Курикум и от него произлиза и сегашното му име. През V—VI в. върху руините на римските терми е построена християнска базилика, която впоследствие е многократно преустройвана и днес е позната като катедрален храм Св. Екатерина. От VII в. Крък е седалище на епископ, а през XIII в. в него са построени бенедиктински и францискански манастири.
През IX—X в. градът е притежание на Хърватското кралство, а от XV в. преминава под контрола на Венеция. Той е силно укрепен с крепостни съоръжения строени и надграждани по различно време – най-старото е от XII в. (Кулата Куплин).
След падането на Република Венеция през 1797 г., Крък става владение на Австрия и с изключение на съвсем кратко владичество на Франция през 1815 г., остава в ръцете на австрийците чак до 1918 г. Между 1918 и 1921 г. е окупиран от Италия, а след Първата световна война е част от Кралството на сърби, хървати и словенци.
След Втората световна война влиза в състава на Югославия, а от 1991 г. е част от Хърватия.
Любопитно е, че населението на Крък до XIX в. говори т.нар. велиотски диалект, който спада към далматинския език. Велиотски се нарича по старото име на остров Крък – Велия (на италиански: Veglia).

## Население
При преброяването през 2001 г. градът наброява 3364 жители, а цялата община 5491 г. души, от които 90,86 % са хървати.